# Herman Moll

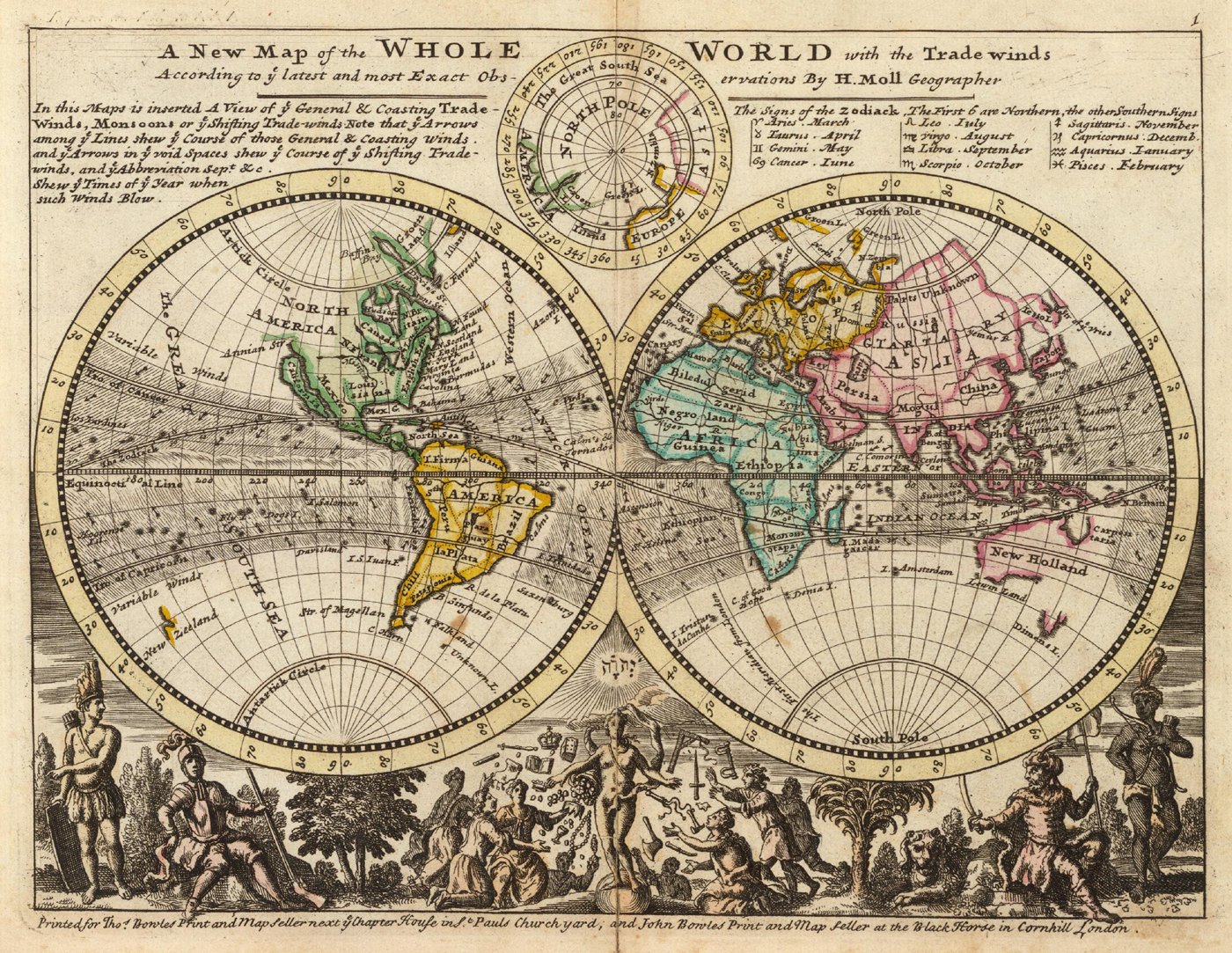
Un mapa nuevo del mundo entero con los vientos alisios (1736)

Herman Moll (1654? – 1732) fue un cartógrafo, grabador y editor. Moll se trasladó a Inglaterra en 1678 y abrió una librería de mapas en Londres. A veces realizaba mapas utilizando los estudios procedentes del trabajo de otros cartógrafos.
Una de las cartas de Moll de la isla de Terranova, publicado en la década de 1680, tenía dibujada Pointe Riche, en el límite sur de la isla, situándola a 47° 40' de latitud norte. En 1763 el estado francés intentó utilizar este mapa para establecer una reclamación sobre la costa oeste de Terranova, argumentando que Pointe Riche y Cap Ray eran el mismo cabo. El gobernador Hugh Palliser y el capitán James Cook encontraron pruebas para refutar la reclamación de Moll y en 1764 Francia aceptó finalmente el emplazamiento real de Pointe Riche, cerca de Port au Choix.

## Origen
El lugar exacto de nacimiento de Moll es desconocido, pero debido a su importante tarea cartográfica sobre los Países Bajos y el hecho de que llevó a cabo un viaje en sus últimos años por los Países Bajos, hacen suponer que procedía de Ámsterdam o Róterdam. El apellido Moll es muy común en los Países Bajos, como lo es en el norte de Alemania, cosa que también puede inducir a pensar en un posible origen alemán. La biografía de Dennis Reinhartz asume que Moll proviene de Bremen. Su año de nacimiento es probablemente el 1654.

## Importancia de su obra
En 1715 Moll emitió  The World Described , una colección de treinta grandes mapas, de doble cara La serie incluye dos de los mapas más famosos de Moll:  A new and exact map of the Dominion of the King of Great Britain  and  To The Right Honorable John Lord Sommers ... This Map of North America According To Ye Newest and Most Exact Observations . (Este mapa de América del Norte Según las más nuevas y más exactas Observaciones). Estos mapas se distinguen por su elaborada  cartela y las imágenes, y son conocidos respectivamente como el  Beaver Map  y el  Codfish Map . '. Al igual que con muchas de sus obras, Moll utilizó estos mapas para poder dar a conocer y apoyar la política británica y sus derechos regionales en todo el mundo.
Moll calificó el océano Atlántico como el "Mar del Imperio Británico" y puso énfasis en las demandas británicas a los derechos de pesca frente a las costas de Terranova. En un mapa de las Indias Occidentales de la misma serie, escribió en la esquina suroeste de Carolina, las palabras "Fuerte español abandonado" y "Good Ground". En muchos de sus mapas de América del Norte - incluyendo el Beaver Map - prestó especial atención a las principales puertos, porque sabía que era un detalle suficiente para las infraestructuras, comunicando que eran muy importantes para una mayor expansión de los Ingleses

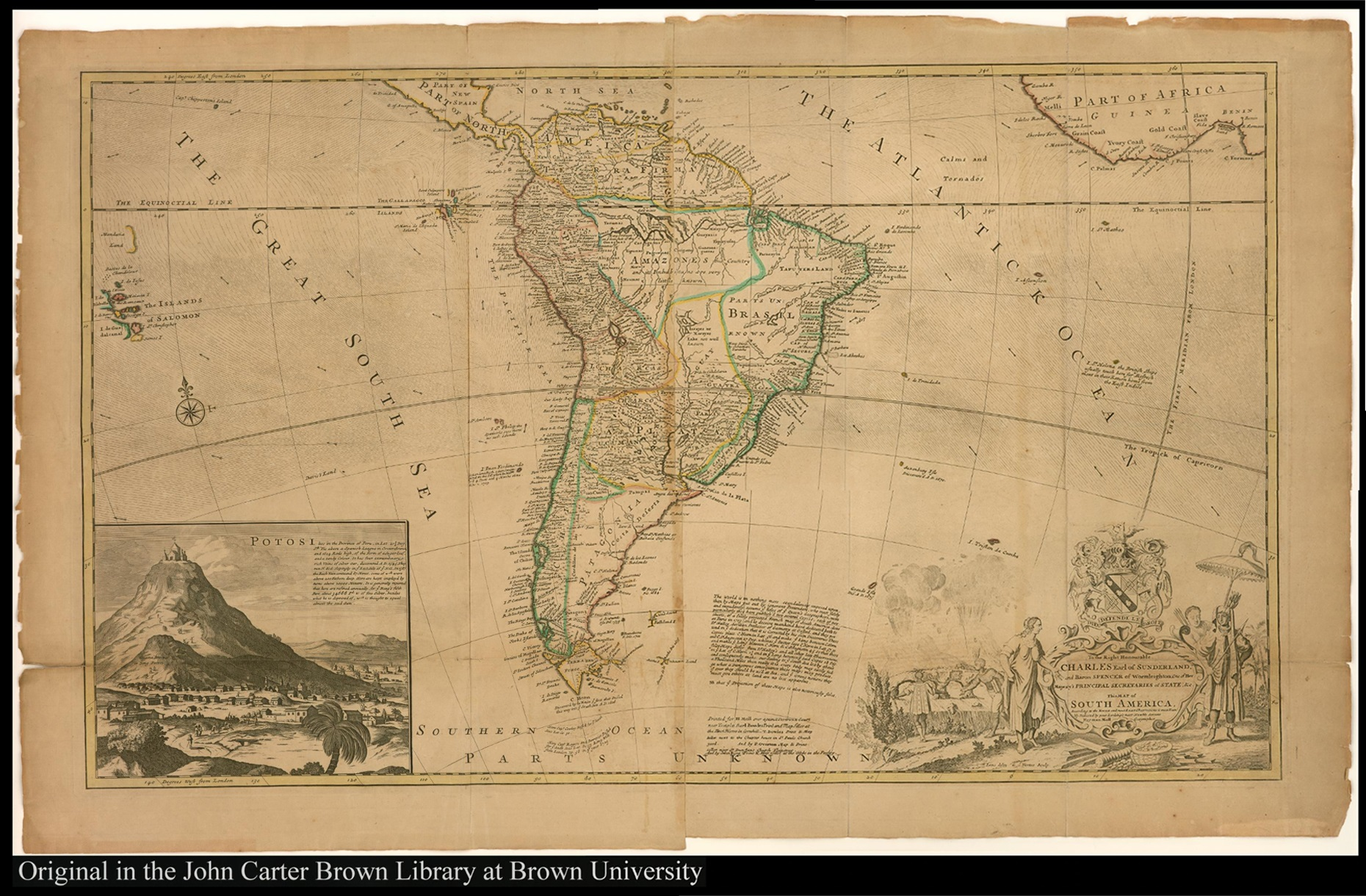
Mapa de Sudamérica. Incluye en recuadro el Cerro de Potosí. 1709.

Pritchard sostiene que el Beaver Map era "uno de los primeros y más importantes documentos cartográficos relativos a la disputa entre Francia y Gran Bretaña sobre las fronteras que separaban sus respectivas colonias americanas ... El mapa era el exponente principal de la posición británica durante el período inmediatamente después del Tratado de Utrecht en 1713 ".

## Obra
- Thesaurus Geographicus. A new body of geography: or a compleat description of the Earth CMollected with great care from the most approv'd geographers and modern travellers and discoveries by several hands (1695)
- A System of Geography (1701)
- The Compleat Geographer (1709)
- The British empire in America (1708)
- A View of the Coasts, Countries, and Islands within the limits of the South Sea Company (1711)
- The World Described (1715)
- A Set of Fifty New and Correct Maps of England and Wales (1724)
- A Tour Thro' the Whole Island of Great Britain: Divided Into Circuits or Journies  4 volumes.  (1761)